# Montoir-de-Bretagne
Montoir-de-Bretagne is een gemeente in het Franse departement Loire-Atlantique (regio Pays de la Loire). De plaats maakt deel uit van het arrondissement Saint-Nazaire en van het gemeentelijk samenwerkingsverband Communauté d'agglomération de la région nazairienne et de l'estuaire. Montoir-de-Bretagne telde op 1 januari 2022 7.289 inwoners, die Montoirin(e)s worden genoemd.
In de gemeente is er veel industrie verbonden aan de haven van Saint-Nazaire. Bedrijven als Engie, Airbus, Yara, STX, en Alstom hebben er vestigingen.

## Geografie
De oppervlakte van Montoir-de-Bretagne bedroeg op 1 januari 2022 36,79 vierkante kilometer; de bevolkingsdichtheid was toen 198,1 inwoners per km². 
De gemeente ligt in het zuiden van de landstreek Brière, aan het estuarium van de Loire, op een hoogte tussen 0 en 15 meter. De Brivet mondt uit in dit estuarium ten westen van Montoir-de-Bretagne. De gemeente ligt in het natuurgebied Parc Naturel Régional de Brière.

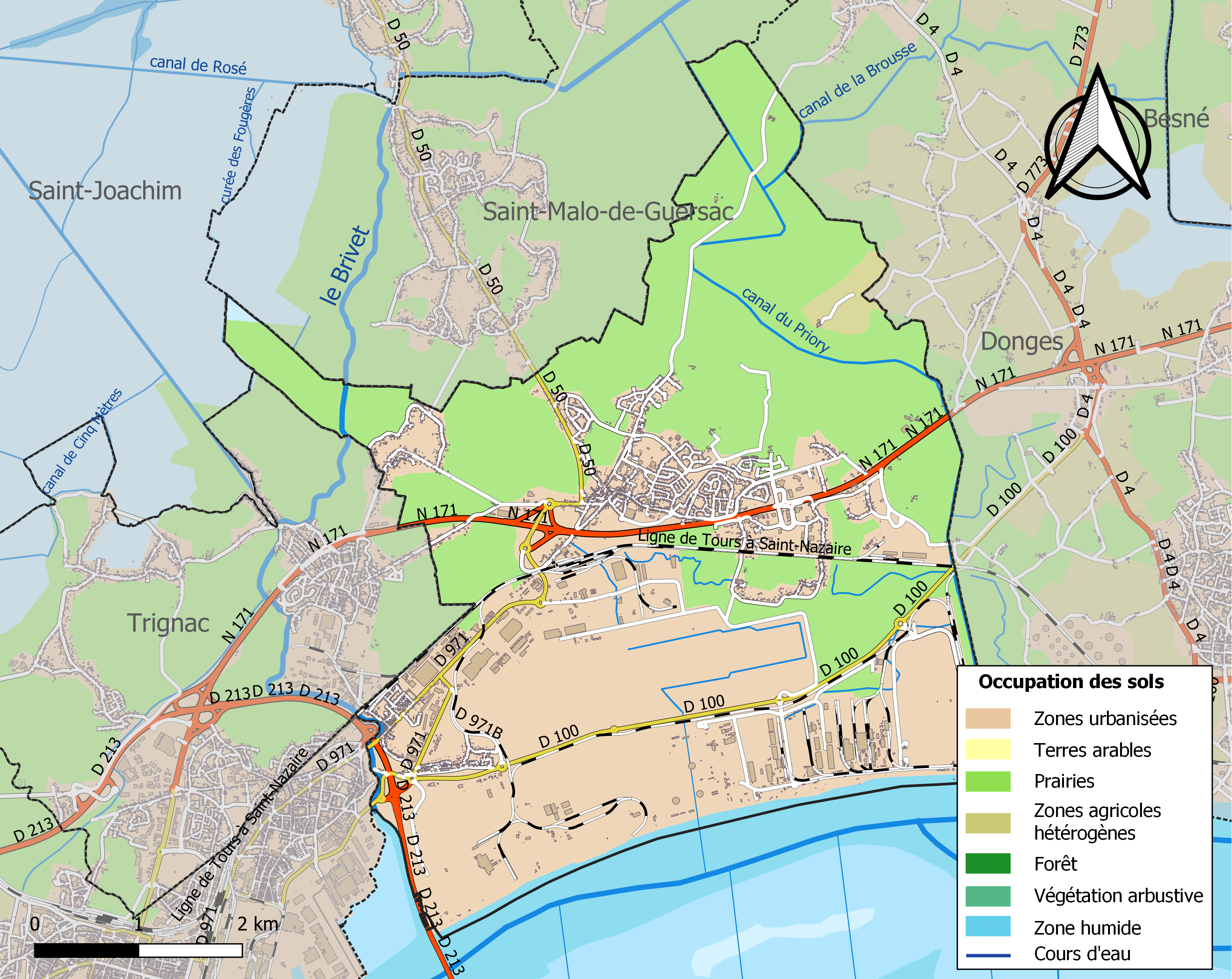
Kaart van de gemeente met de belangrijkste infrastructuur, bodemgebruik en omliggende gemeenten

## Verkeer en vervoer
In de gemeente ligt spoorwegstation Montoir-de-Bretagne.

## Demografie
Onderstaande figuur toont het verloop van het inwonertal (bron: INSEE-tellingen).

## Geschiedenis
Montoir-de-Bretagne, Montoir is afgeleid van monasterium of klooster, omvatte een groot deel van de Brière voor Saint-Joachim (1745), Méan (1865), Trignac (1914) en Saint-Malo-de-Guersac (1925) werden afgesplitst. In de 19e eeuw bestond de bevolking voornamelijk uit landbouwers en scheepslui. Montoir-de-Bretagne had een haven aan de monding van de Brivet. Via die rivier voeren turfschepen. In de zoutmoerassen van de Brière werden schapen geweid.

## Geboren
- Marie Oyon (1898-1969), verzetsvrouw en politica